# Arractocetus morio
Arractocetus morio är en skalbaggsart som först beskrevs av Francis Polkinghorne Pascoe 1860.  Arractocetus morio ingår i släktet Arractocetus och familjen varvsflugor. Inga underarter finns listade i Catalogue of Life.